# Robert Wojciech Zieliński
Robert Wojciech Zieliński – polski prawnik, dr hab. nauk społecznych, profesor  w Katedrze Prawa Administracyjnego i Publicznego Gospodarczego Akademii Leona Koźmińskiego w Warszawie.

## Życiorys
Ukończył studia w zakresie prawa (2007) oraz zarządzania i marketingu (2003) w Akademii Leona Koźmińskiego, 30 czerwca 2011 obronił pracę doktorską Zakres i formy uproszczonego opodatkowania dochodów osób fizycznych w Polsce, 19 grudnia 2019 habilitował się na podstawie pracy zatytułowanej Personalizacja w systemie opodatkowania dochodów osób fizycznych.
Piastuje funkcję Kierownika Prawniczego Seminarium Doktorskiego oraz Dyrektora Centrum Studiów Fiskalnych i Doradztwa Podatkowego w Akademii Leona Koźmińskiego w Warszawie.